# 1989 en Lorraine
Chronologie de la Lorraine
- 1985
- 1986
- 1987
- 1988
- 1989
- 1990
- 1991
- 1992
- 1993

Cette page est une liste d'événements qui se sont produits durant l'année 1989 en Lorraine.

## Événements

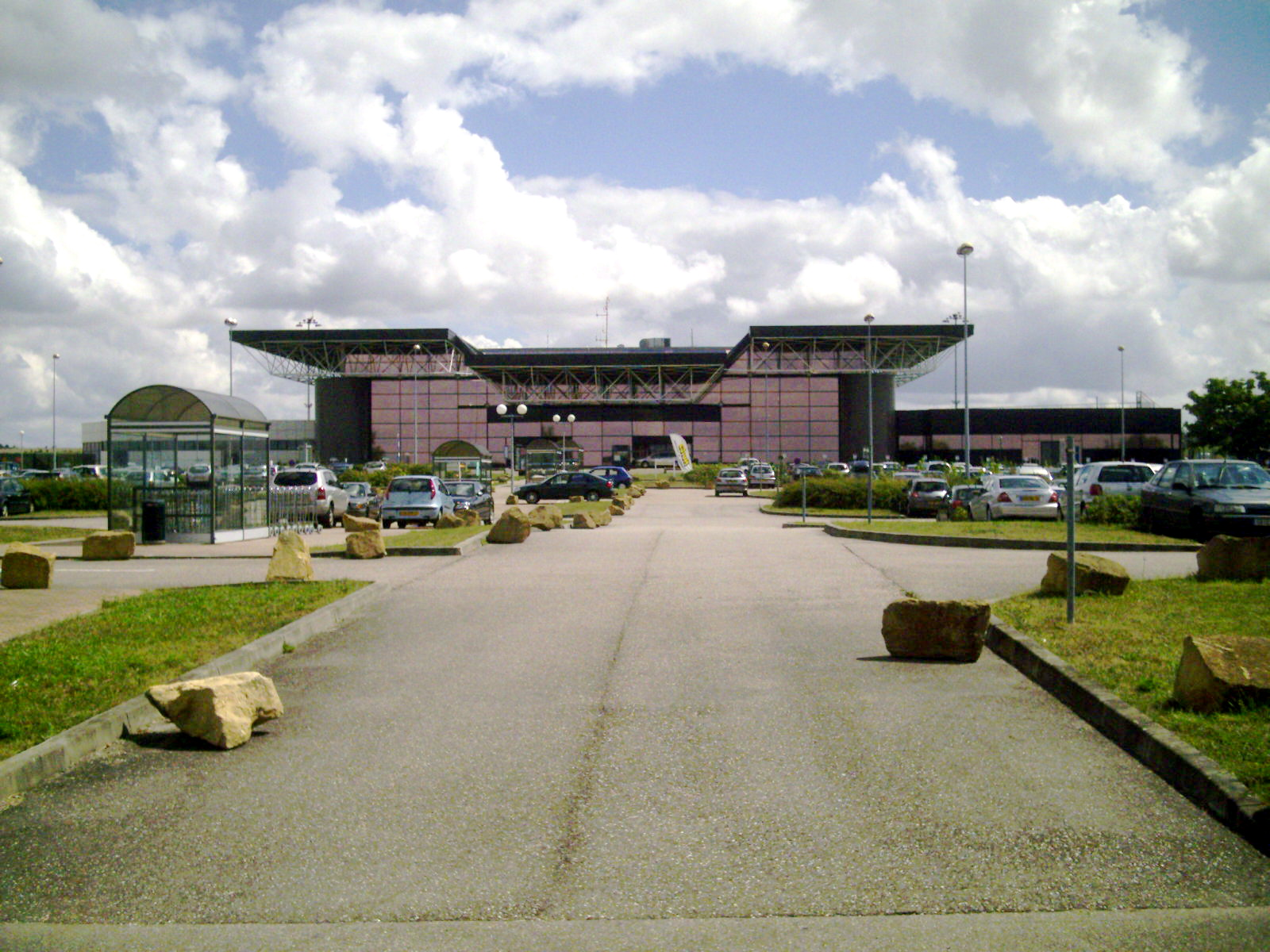
Aeroport de Metz-Nancy.

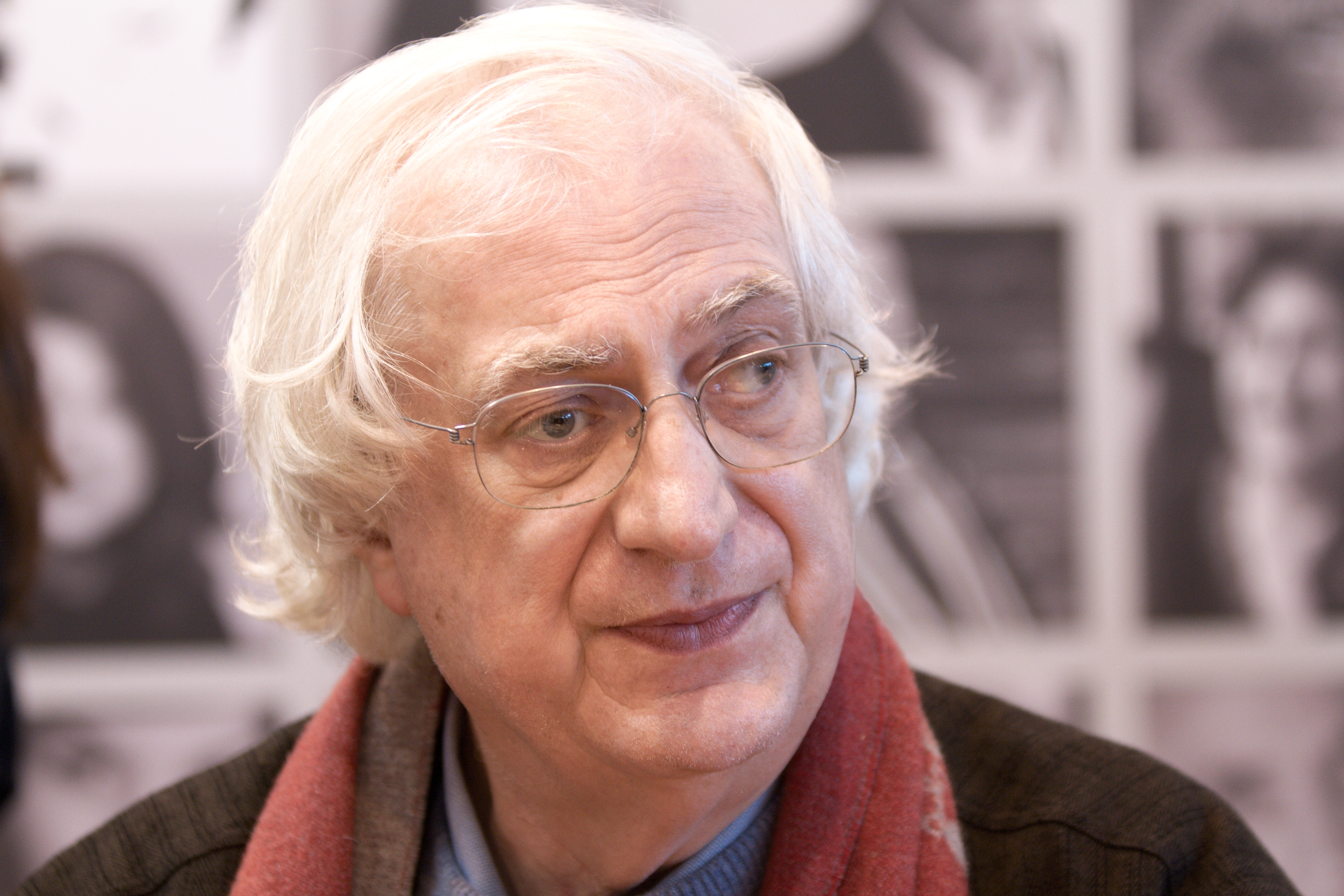
Bertrand Tavernier.

- La société des eaux de Vittel rachète et relance la production de l'eau minérale Quézac[1].
- L'Église Sainte-Barbe de Crusnes est classée monument historique[2].
- Christian Rigollet et Michel Bathelot remportent le rallye de Lorraine sur une Ford Sierra[3].
- l'ASPTT Metz remporte son premier titre national de handball féminin, suivi d'un deuxième l'année suivante. L'équipe est alors bâtie autour des internationales françaises Chantal Philippe et Corinne Krumbholz ainsi que la star yougoslave Zita Galić[4].
- Création du Parc naturel régional des Ballons des Vosges[5].
- Fondation de l' Association pour la conservation de la mémoire de la Moselle en 1939-1945 à Hagondange.
- Création de Seyminhol, groupe de metal progressif mélodique français, originaire d'Algrange, en Moselle. Les albums du groupe sont souvent sous la forme d'un concept et ont pour thème une période de l'histoire, avec un chant majoritairement en anglais. Seyminhol compte 22 000 albums vendus depuis ses débuts[6][source insuffisante] (les ventes de démos et EP ainsi que les téléchargements n'entrent pas dans ce comptage), ce qui constitue un bilan notable pour un groupe peu soutenu par l'industrie musicale.
- Jean Vautrin, auteur né à Pagny-sur-Moselle reçoit le Prix Goncourt pour son livre Un grand pas vers le bon Dieu[7]
- Tournage à Haroué de  La Comtesse de Charny mini-série de Marion Sarraut[8].
- Tournage à Longwy de La Vallée des espoirs téléfilm de Jean-Pierre Marchand[9].
- Tournage à Montmédy et Rettel du film Le Traître (De falschen hond) de Menn Bodson et Marc Olinger[10]

- 1 janvier : entrée en fonction de la cour administrative d'appel de Nancy en même temps que celles de Bordeaux, Lyon, Nantes et Paris.
- Février : 
  - Ouverture de L'Arsenal à Metz, salle de spectacle issue de la transformation par Ricardo Bofill d'un ancien bâtiment militaire[7].
  - Hervé Bize créée une galerie d'art contemporain à Nancy[11].
- 27 février : Guy Forget remporte le tournoi de tennis de Lorraine[12].
- 9 mai : création de Walygator Parc sous le nom de Big Bang Schtroumpf[7],[13].
- 5 juin : création du Parc naturel régional des Ballons des Vosges[7]
- Août 1989 : Véronique Hap est élue reine de la mirabelle[14].
- 6 septembre : sortie de La Vie et rien d'autre, film français de Bertrand Tavernier, partiellement tourné dans la Meuse.
- 9 septembre : pose de la première pierre de l'Aéroport de Metz-Nancy-Lorraine[7].
- 10 novembre : arrêt du dernier haut fourneau de l'usine de Jœuf.

## Inscriptions ou classements aux titre des monuments historiques

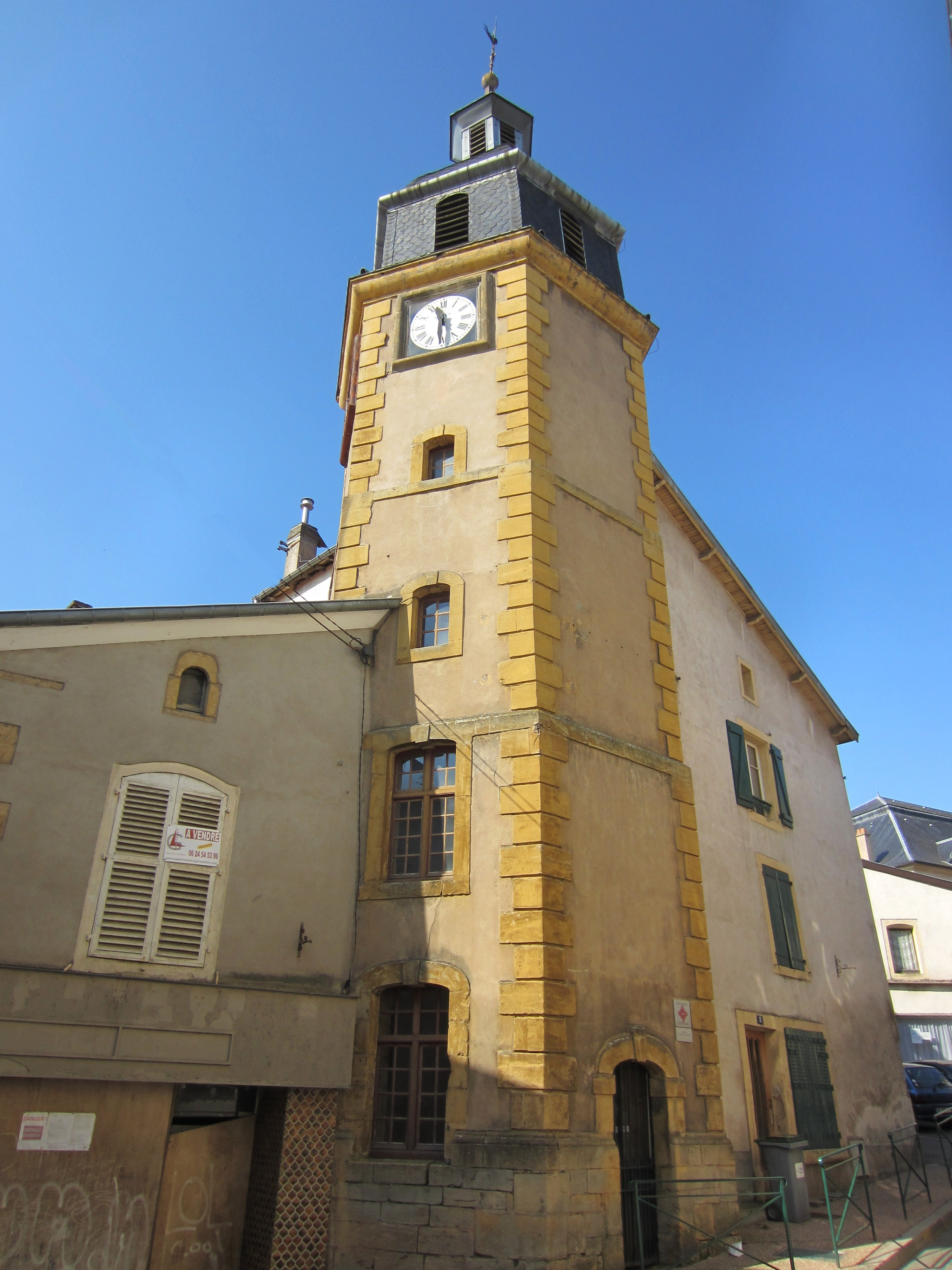
Beffroi de Briey

- En Meurthe et Moselle : Beffroi de Briey[15], Maison du peuple à Nancy[16]; Collégiale Saint-Gengoult de Toul[17]

- En Meuse : Château de Jean d'Heurs[18]; Cure d'air Trianon à Malzéville[19]; Église Saint-Michel de Condé-en-Barrois[20]; Tour de l'Horloge (Varennes-en-Argonne)[21]; Église Saint-Antoine de Bar-le-Duc[22]; Monument à la Victoire et aux Soldats de Verdun[23]

- En Moselle : Donjon des Gournay[24]; Vieux Pont de Moulins-lès-Metz[25];

- Dans les Vosges : Église Saint-Paul de Gorhey[26]; Château de Thuillières[27]

## Naissances

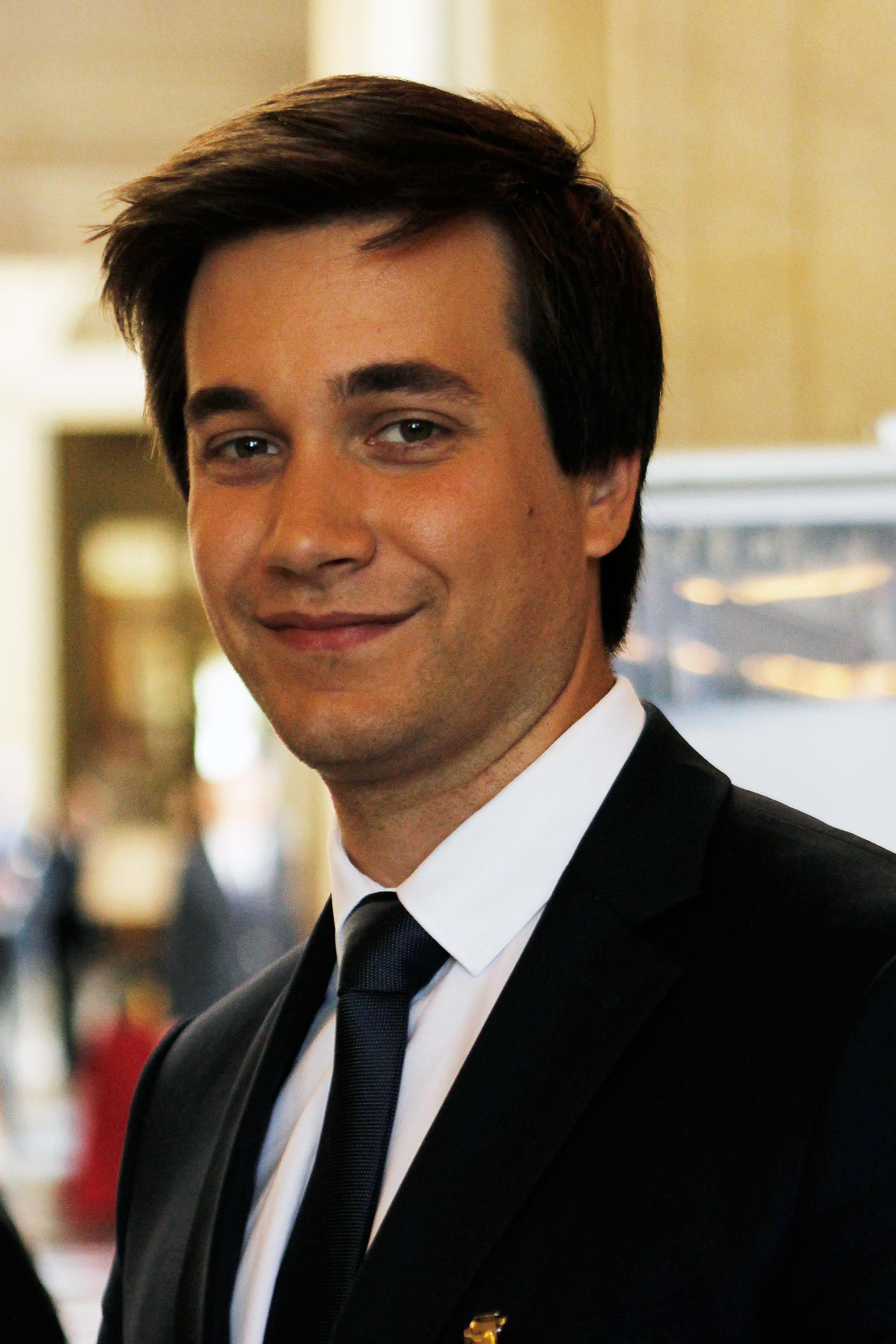
Pierre Person

- 22 janvier à Nancy : Pierre Person[28] à Nancy, est un homme politique français, membre de La République en marche !, député de Paris et cofondateur-président[29] des Jeunes avec Macron[30].
- 2 février à Metz : Mégane Vallet, handballeuse française.
- 28 mars à Metz : Max-Hervé George, entrepreneur français, installé en Suisse[31],[32].
- 19 avril à Sarreguemines : Johan Guilbert, alias YoH ViraL, joueur de poker professionnel et vidéaste web français[33],[34].
- 20 avril :
  - à Épinal : Pierre Thiriet, pilote automobile français. Depuis ses débuts en endurance, Pierre Thiriet a couru notamment pour les écuries Luxury Racing et TDS Racing
  - à Toul : Amin Tighazoui, footballeur franco-marocain. Il évolue au poste de milieu offensif avec le RCA Zemamra.
- 29 mai à Neufchâteau (Vosges) : Quentin Gilbert, pilote automobile français de rallye. Il fait ses débuts en WRC en 2012, lors du Rallye de France-Alsace 2012, au volant d'une Citroën DS3 R3T avec Rémi Tutelaire comme copilote[35]. Il a notamment fini troisième du WRC-3 en 2013 et a remporté la victoire au Rallye d'Alsace 2014, en WRC-2.
- 7 juin à Nancy : Zoé Thouron[36], autrice française de bande dessinée.
- 10 juin à Thionville : Vincent Laurini[37], footballeur français qui évolue actuellement au Parme Calcio.
- 12 juin à Saint-Avold : Nicolas Gardien, joueur français de volley-ball. Il mesure 2,05 m et joue au poste de central à l'AS Saint-Jean-d'Illac.
- 14 juin à Remiremont : Lorraine Pierrat, cheffe cuisinière française.
- 3 juillet à Metz : Jean-Armel Kana-Biyik, footballeur international camerounais, qui possède également la nationalité française. Il évolue au poste de défenseur central. Il est le fils de l'international camerounais André Kana-Biyik et le neveu de François Omam-Biyik.
- 5 août à Metz : Mathieu Manset, footballeur français qui évolue au poste d'attaquant.
- 12 septembre à Creutzwald : Samir Hadji, footballeur marocain évoluant au poste d'attaquant au F91 Dudelange. Il est le fils de Mustapha Hadji, Ballon d'or africain en 1998 et le neveu de Youssouf Hadji footballeur international marocain.
- 21 novembre à Nancy : Maxime Chanot, footballeur international luxembourgeois d'origine française. Il joue au poste de défenseur central au New York City FC en MLS.

## Décès

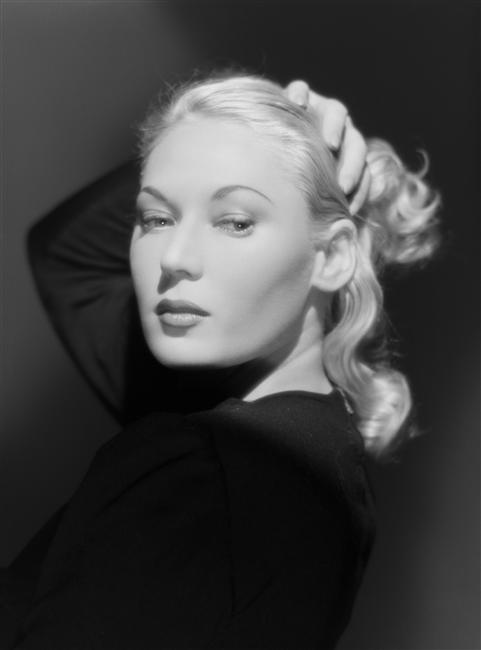
Tilda Thamar.

- 3 janvier  à Longuyon : Napoléon Cochart, né le 13 mai 1912 à Arrancy-sur-Crusne (Meuse) , homme politique français.
- 12 avril à Clermont-en-Argonne : Tilda Thamar (née Matilde Sofía Margarita Abrecht Nichoerster), actrice d'origine argentine née à Urdinarrain (es) (Entre Ríos, Argentine) le 7 décembre 1921 .
- 3 décembre à Vandœuvre-lès-Nancy : Jean Barriol, né le 2 janvier 1909 à Saint-Martin-des-Besaces, chimiste français.
- 9 décembre à Nancy : Jean Scherbeck, photographe, dessinateur, peintre et  portraitiste d’art  français, né à Champigneulles le 2 juin 1898 [38]. Il est connu pour ses portraits humains de gens simples du terroir.
- 12 décembre à Jarny : Charles Fosset dit Lolo, footballeur et entraîneur français né le 25 janvier 1910[39] à  Montigny-lès-Metz (Moselle).